# Hemiloba
Hemiloba is een geslacht van vlinders van de familie van de grasmotten (Crambidae), uit de onderfamilie van de Acentropinae. De wetenschappelijke naam en de beschrijving van dit geslacht werden voor het eerst in 1901 gepubliceerd door Charles Swinhoe.
Dit geslacht is monotypisch, dat wil zeggen dat het maar één soort heeft namelijk Hemiloba excisa Swinhoe, 1901.